# Junkerkirchhof (Weimar)
Der Junkerkirchhof war eine Kapelle und zugleich Begräbnisstätte in Weimar für vornehme Adlige und zugleich eine Flurbezeichnung. Von 1876 bis 1900 hieß die Trierer Straße daher auch Junkerstraße. Die einstige Lage war zwischen der Trierer Straße, Steubenstraße, Humboldtstraße und Prellerstraße. Der Abschnitt der Fuldaer Straße zwischen August-Bebel-Platz und dem Sophienkrankenhaus hieß bis 1936 Junkerstraße.
Der Junkerkirchhof wurde bereits im 14. Jahrhundert erwähnt.